# 高野秀行 (ノンフィクション作家)
高野 秀行（たかの ひでゆき、1966年10月21日 - ）は、日本のノンフィクション作家、翻訳家。東京都八王子市出身。
ポリシーは「誰も行かないところへ行き、誰もやらないことをし、誰も書かない本を書く」
。

## 略歴・人物
都立高校の英語教師の子として生まれる。早稲田大学高等学院、早稲田大学第一文学部仏文科卒業。
在学中は早稲田大学探検部所属。探検部の後輩に、平井竜一（のち逗子市長）、四倉幹木（のち朝日新聞記者）らがいた。また、関野吉晴は大学は一橋大学だが、早稲田大学探検部に所属しており、高野の先輩にあたる。
大学在学中に、探検部での探検行をまとめた、『幻の怪獣・ムベンベを追え』でデビュー。
1992–93年にはタイ国立チェンマイ大学日本語科で、2008–09年には上智大学外国語学部で、それぞれ講師を務める。
自身の作品も含めた「エンターテインメント的なノンフィクション」を、雑誌『本の雑誌』2007年8月号の誌上で「エンタメ・ノンフ」と命名。翌月号でさっそく特集が組まれるなど、反響を呼んだ。2009年1月には、宮田珠己、内澤旬子と「エンタメノンフ文芸部」を結成。また、大野更紗のデビューのきっかけを作った。
2005年、『ワセダ三畳青春記』で第1回酒飲み書店員大賞を受賞。2013年、『謎の独立国家ソマリランド』で第35回講談社ノンフィクション賞受賞（なおこの回の同時受賞者である角幡唯介も早稲田大学探検部の後輩である）、第3回梅棹忠夫・山と探検文学賞受賞。
2020年6月より、オンライントークイベント「高野秀行辺境チャンネル」を始める。
2024年2月、探検家の山田高司とのチームで「イラクの巨大湿地帯（アフワール）探検」により、2023植村直己冒険賞を受賞。
2024年、『イラク水滸伝』で第34回Bunkamuraドゥマゴ文学賞を受賞。

## 家族
妻は『愛犬王―平岩米吉伝』で第12回小学館ノンフィクション大賞を受賞した、ライターの片野ゆか。
義姉（妻の姉）にミャンマー研究者・翻訳者の高橋ゆり。その夫（義兄）にニュージーランド生まれでオーストラリアで活躍するジャズ・ピアニストのマイク・ノック。母方の伯父に郷土史家の清雲俊元。

## エピソード
2002年『西南シルクロードは密林に消える』の取材で、出国スタンプ無しで中国を出国し、以降正式な国境検問所を一切通らずにミャンマー北部のゲリラ支配域を横断しインドに入国。在カルカッタ日本大使館員に相談の上インド当局に自首した結果、国外追放処分となり、日本へと強制送還された。この際に通過したナガランド州が反政府ゲリラ闘争を抱える地であったこともあり、入管のブラックリストに載せられ、以降インドへの入国が出来なくなった。
2007年に上梓した『怪獣記』は、フジテレビ「奇跡体験!アンビリバボー」で映像化のオファーがあったが、クルド人問題の影響で中止になった。
同姓同名の将棋棋士と間違えられることがあり、棋士の原稿料が振り込まれて返金したことも明かしている。

## 書籍

### 単著
- 『幻の怪獣・ムベンベを追え』早稲田大学探検部名義（PHP研究所、1989年、ISBN 978-4569224060、のち高野秀行名義で『幻獣ムベンベを追え』と改題して集英社文庫、ISBN 978-4087475388）
- 『アマゾンの船旅（地球の歩き方・紀行ガイド）』鈴木邦弘写真（ダイヤモンド・ビッグ社、1991年、ISBN 978-4478032015、のち『巨流アマゾンを遡れ』と改題して集英社文庫、ISBN 978-4087475593）
- 『怪しいシンドバッド 愛と野望のアジア・アフリカ・南米』（朝日出版社、1997年、ISBN 978-4255970240、のち集英社文庫、ISBN 978-4087477603）
- 『ビルマ・アヘン王国潜入記』（草思社、1998年、ISBN 978-4794208491、のち『アヘン王国潜入記』と改題して集英社文庫、ISBN 978-4087461381）-"The Shore Beyond Good and Evil: A Report from Inside Burma's Opium Kingdom"として英訳される。ISBN 978-0970171610
- 『極楽タイ暮らし「微笑みの国」のとんでもないヒミツ』（ワニ文庫、2000年、ISBN 978-4584306772）
- 『極楽アジア気まぐれ旅行』（ワニ文庫、2001年、ISBN 978-4584307328）
- 『西南シルクロードは密林に消える』（講談社、2003年、ISBN 978-4062112321、のち講談社文庫、ISBN 978-4062765015）
- 『ワセダ三畳青春記』（集英社文庫、2003年、ISBN 978-4087476323） - 2006年に第一回「酒飲み書店員大賞」受賞
- 『異国トーキョー漂流記』（集英社文庫、2005年、ISBN 978-4087477924）
- 『世界のシワに夢を見ろ!』（小学館、2005年、ISBN 978-4093875813、のち小学館文庫、ISBN 978-4094083453）
- 『ミャンマーの柳生一族』（集英社文庫、2006年、ISBN 978-4087460230）
- 『アジア新聞屋台村』（集英社、2006年、ISBN 978-4087748147、のち集英社文庫、ISBN 978-4087464153）
- 『怪獣記』（講談社、2007年、ISBN 978-4062140775、のち講談社文庫、ISBN 978-4062767309）
- 『怪魚ウモッカ格闘記 インドへの道』（集英社文庫、2007年、ISBN 978-4087462159）
- 『神に頼って走れ! 自転車爆走日本南下旅日記』（集英社文庫、2008年、ISBN 978-4087462784）
- 『辺境の旅はゾウにかぎる』（本の雑誌社、2008年、ISBN 978-4860110833、のち『辺境中毒!』と改題して集英社文庫、ISBN 978-4087467543）
- 『メモリークエスト』（幻冬舎、2009年、ISBN 978-4344016552、のち幻冬舎文庫、ISBN 978-4344417038）
- 『アジア未知動物紀行』（講談社、2009年、ISBN 978-4062156738、のち講談社文庫、ISBN 978-4062776486）
- 『放っておいても明日は来る 就職しないで生きる９の方法』（本の雑誌社、2009年、ISBN 978-4860112004）
- 『間違う力 オンリーワンの10か条』（メディアファクトリーBASE CAMP、2010年、ISBN 978-4040821986 、のち『間違う力』と改題して角川新書、ISBN 978-4040821986）
- 『腰痛探検家』（集英社文庫、2010年、ISBN 978-4087466355）
- 『世にも奇妙なマラソン大会』（本の雑誌社、2011年、ISBN 978-4860112141のち集英社文庫、ISBN 978-4087451818）
- 『イスラム飲酒紀行』（扶桑社、2011年、ISBN 978-4594064365、のち講談社文庫、ISBN 978-4062778763）
- 『未来国家ブータン』（集英社、2012年、ISBN 978-4087714432、のち文庫、ISBN 978-4087454543）
- 『またやぶけの夕焼け』（集英社、2012年、ISBN 978-4087714586、のち文庫、ISBN 978-4087453195）
- 『移民の宴　日本に移り住んだ外国人の不思議な食生活』（講談社、2012年、ISBN 978-4062180474、のち文庫、ISBN 978-4062931830）
- 『謎の独立国家ソマリランド そして海賊国家プントランドと戦国南部ソマリア』（本の雑誌社、2013年、ISBN 978-4860112387、のち集英社文庫、ISBN 978-4087455953）
- 『恋するソマリア』（集英社、2015、ISBN 978-4087715842、のち文庫、ISBN 978-4087457513）
- 『謎のアジア納豆 そして帰ってきた「日本納豆」』（新潮社、2016年、ISBN 978-4101021515）
- 『辺境メシ ヤバそうだから食べてみた』（文藝春秋、2018年、ISBN 978-4163909196、のち文庫、ISBN　978-4167915995）
- 『幻のアフリカ納豆を追え！ そして現れた〈サピエンス納豆〉』（新潮社、2020年、ISBN 978-4-10-340072-1）
- 『語学の天才まで１億光年』（集英社、2022年、ISBN 978-4-7976-7414-9）
- 『イラク水滸伝』（文藝春秋、2023年、ISBN 978-4-16-391729-0）

### 共著
- 『地図のない場所で眠りたい』角幡唯介共著（講談社、2014年、ISBN 978-4062188890、のち文庫、ISBN 978-4062934633）
- 『世界の辺境とハードボイルド室町時代』清水克行共著（集英社インターナショナル、2015年、ISBN 978-4797673036）
- 『辺境の怪書、歴史の驚書、ハードボイルド読書合戦 』清水克行共著（集英社インターナショナル、2018年、ISBN 978-4797673531）

### 訳書
- エマニュエル・ドンガラ『世界が生まれた朝に』（小学館、1996年、ISBN 978-4093560412）
- アンソニー・ヘイデン＝ゲスト『54ザ・ラストパーティ』（アーティストハウス、1999年、ISBN 978-4901142083）